# Hrubieszów
Hrubieszów (in ucraino Грубешів?, Hrubešiv) è una città polacca del distretto di Hrubieszów nel voivodato di Lublino.
Ricopre una superficie di 33,03 km² e nel 2007 contava 18 549 abitanti.

## Geografia fisica
È situata nel voivodato di Lublino (in polacco województwo lubelskie) dal 1999, mentre dal 1975 al 1998 ha fatto parte del voivodato di Zamość (województwo zamojskie).
È il capoluogo del distretto di Hrubieszów.